# Jan Smejkal
Jan Smejkal est un joueur d'échecs tchèque né le 22 mars 1946 à Lanškroun), grand maître international depuis 1972.

## Carrière aux échecs

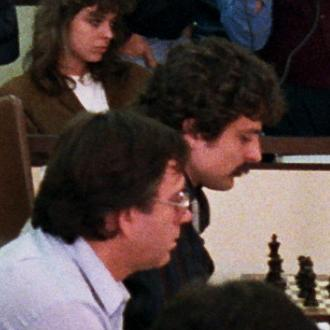
Smejkal (au premier plan), 2e échiquier tchécoslovaque à l'olympiade de 1988.

Smejkal a été champion de Tchécoslovaquie en 1973, 1979 et 1986. Il reçut le titre de grand maître international après ses victoires au tournoi d'Amsterdam (groupe B) et au mémorial Rubinstein en 1971.
En 1972, Smejkal remporta le tournoi zonal de Vrnjačka Banja, ce qui le qualifiait pour le  du tournoi interzonal de Léningrad 1973 où il  termina quatrième et manqua la troisième place qualificative pour le tournoi des candidats au championnat du monde d'échecs 1975. Lors de la dernière ronde, il avait perdu sa partie qui l'opposait à Anatoli Karpov. Par la suite, Smejkal se qualifia pour les tournois interzonaux de Bienne 1976 et Rio de Janeiro en 1979, terminant à chaque fois onzième.
Smejkal participa à dix olympiades d'échecs de 1968 à 1994, jouant deux fois au premier échiquier et remportant la médaille d'orgent individuelle au quatrième échiquier en 1970 (avec 13 points sur 17), et la médaille d'argent par équipe en 1982 (il jouait au deuxième échiquier).
Il représenta la Tchécoslovaquie lors du championnat d'Europe d'échecs des nations à trois reprises, remportant la médaille d'argent individuelle au quatrième échiquier en 1970, la médaille de bronze individuelle en 1977 (au 1er échiquier) et 1980 (au 2e échiquier).
Il a mis un terme à sa carrière en 2000.

## Palmarès

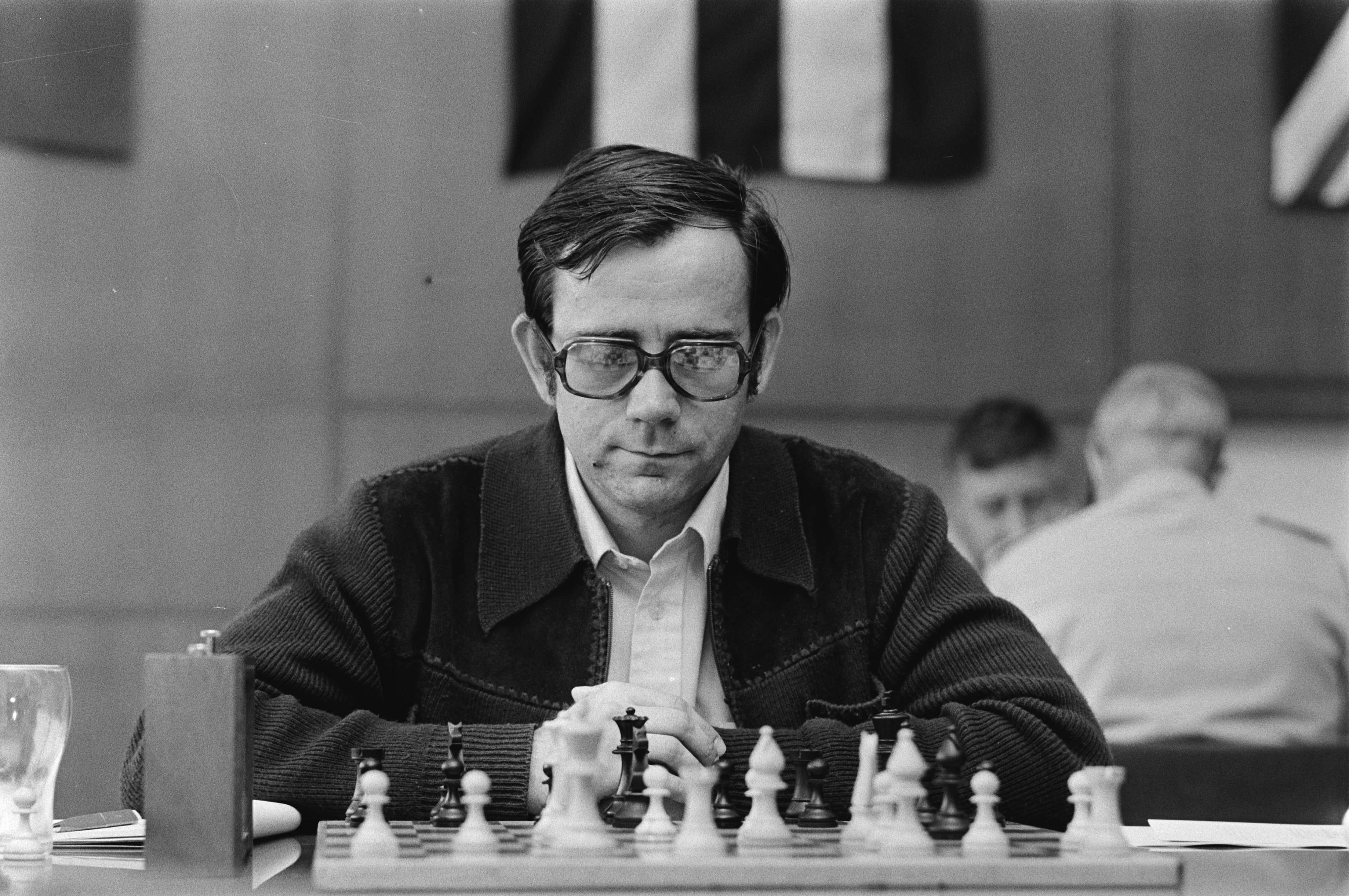
Jan Smejkal en 1979

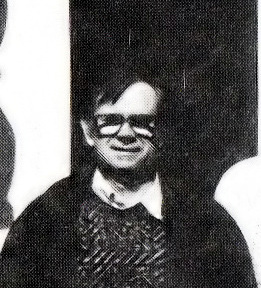
Jan Smejkal en 1991

Smejkal a remporté de nombreuses premières places  dans les tournois :
1970
- Polanica-Zdrój (mémorial Rubinstein) ;
- Starý Smokovec ;

1971
- Amsterdam (tournoi IBM B) ;
- Smederevska Palanka,

1972
- Polanica-Zdrój (mémorial Rubinstein),
- Palma de Majorque (ex æquo avec Kortchnoï et Panno),
- Vrnjačka Banja (tournoi zonal),

1973
- Luhačovice (championnat national),
- L'Hospitalet de Llobregat,

1976
- Novi Sad,
- Belgrade,

1977
- Vršac,
- Leipzig,
- Tournoi d'échecs de Dortmund,
- Virovitica,

1978
- Kilonia,
- Stip,
- Virovitica,

1979
- Varsovie,
- Trenčianské Teplice (championnat national),

1983
- Griescbach,

1985
- Baden-Baden,
- Bad Wörishofen,

1986
- Prague (championnat national),
- New York (tournoi open).

## Une partie
Smejkal-Hübner, Tournoi de Wijk aan Zee, 1975,
1. Cf3 Cf6 2. g3 d5 3. Fg2 c6 4. 0-0 Ff5 5. d3 e6 6. Cbd2 Fe7 7. b3 0-0 8. Fb2 a5 9. a3 h6 10. c4 Fh7 11. Dc2 Ca6 12. Fc3 b5 13. cxb5 cxb5 14. Db2 b4 15. axb4 Cxb4 16. Tfc1 Db6 17. Fd4 Db7 18. Ce5 Ce8 19. Cdc4!! f6 20. Cxa5 Txa5 21. Txa5 fxe5 22. Ta7 Db8 23. Txe7 exd4 24. Dxd4 Dd6 25. Tcc7! e5 26. Dc5! Df6 27. Fxd5+ Cxd5 28. Dxd5+ Rh8 29. Tf7! Cxc7 30. Txf6 gxf6 31. Dc6 Tf7 32. b4 Rg7 33. b5 Fg8 34. b6 Ca6 35. Dc8! Cb4 36. Dc4 Cxd3 37. exd3 Td7 38. Dg4+ 1-0.